# Spiders (zespół muzyczny)
Spiders – szwedzki zespół muzyczny wykonujący hard rock. Powstał w 2010 roku w Göteborgu w składzie: Ann-Sofie Hoyles (śpiew), John Hoyles (gitara elektryczna), Matteo Gambacorta (gitara basowa) oraz Axel Sjöberg (perkusja). Zespół zadebiutował w 2011 roku minialbumem pt. Spiders, który trafił do sprzedaży nakładem oficyny Crusher Records. Wkrótce potem skład opuścił Sjöberg, który skoncentrował swoje wysiłki na występach w formacji Graveyard. Nowym perkusistą Spiders został Richard Harryson. 8 października 2012 roku ukazał się pierwszy album długogrający grupy pt. Flash Point. Wydawnictwo dotarł do 52. miejsca szwedzkiej listy przebojów (sverigetopplistan). W ramach promocji do pochodzących z płyty utworów "Fraction" i "Hang Man" zostały zrealizowane wideoklipy. 
10 listopada 2014 roku nakładem wytwórni muzycznej Reaktor Recordings ukazał się drugi album zespołu zatytułowany Shake Electric. Płyta promowana teledyskami do utworów "Mad Dog", "Shake Electric" i "Control" uplasowała się na 7. miejscu najpopularniejszych płyt w Szwecji. Nagrania przysporzyły zespołowi także pierwszej nominacji do nagrody szwedzkiego przemysłu fonograficznego Grammis w kategorii Årets Hårdrock/Metall. Jeszcze w 2014 roku z zespołu odszedł Matteo Gambacorta, w miejsce którego został zaangażowany Olle Griphammar. 

## Dyskografia
Albumy
| Tytuł          | Dane dot. albumu                                        | Pozycja na liście |
| Tytuł          | Dane dot. albumu                                        | SWE               |
| -------------- | ------------------------------------------------------- | ----------------- |
| Flash Point    | - Data: 8 października 2012 - Wydawca: Crusher Records  | 52                |
| Shake Electric | - Data: 10 listopada 2014 - Wydawca: Reaktor Recordings | 7                 |

Minialbumy
| Tytuł   | Dane dot. albumu                                    |
| ------- | --------------------------------------------------- |
| Spiders | - Data: 28 stycznia 2011 - Wydawca: Crusher Records |

## Teledyski

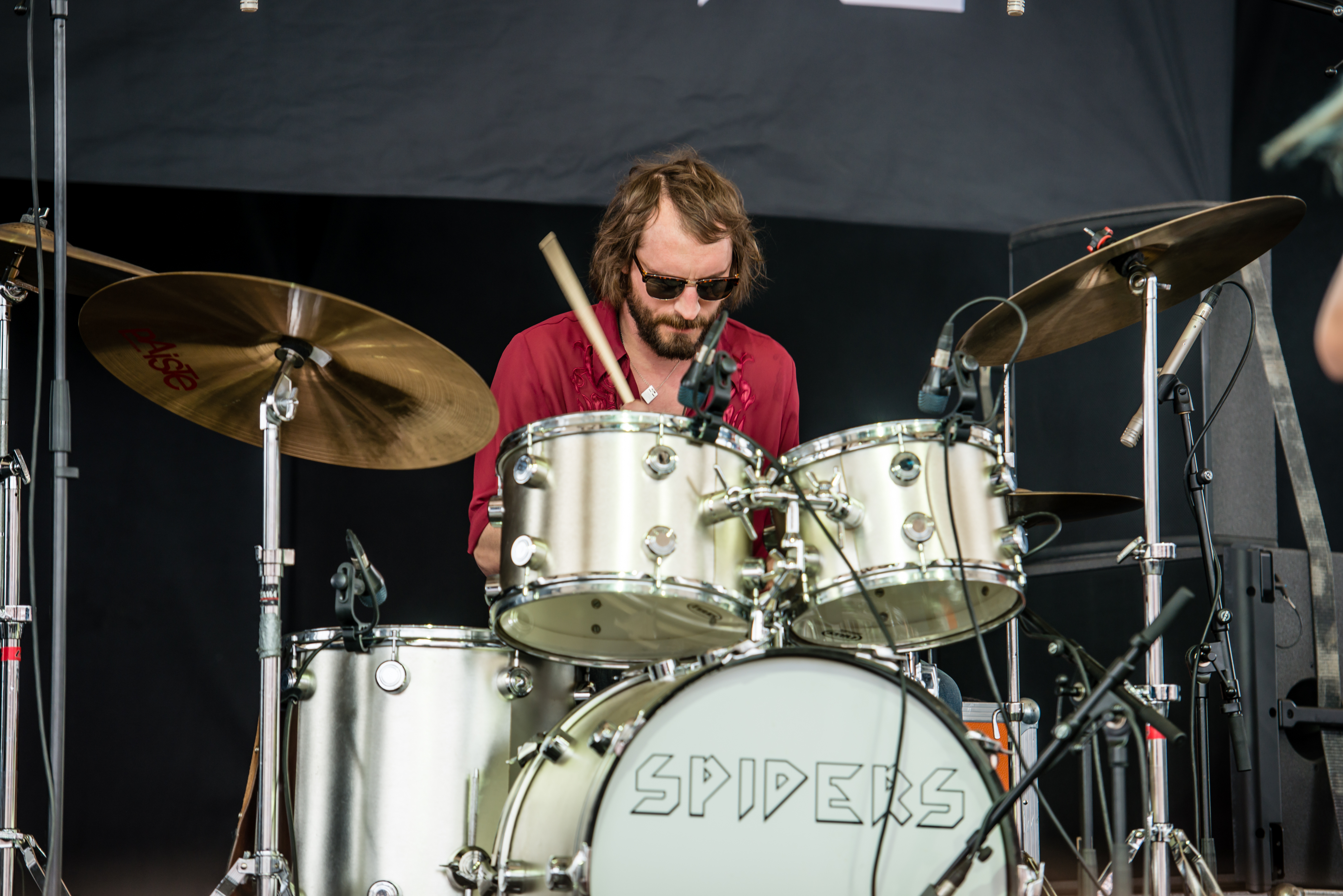
Richard Harryson, 2015

| Tytuł            | Rok  | Reżyseria                 | Album          | Źródło |
| ---------------- | ---- | ------------------------- | -------------- | ------ |
| "Fraction"       | 2011 | —                         | Flash Point    | [ 5 ]  |
| "Hang Man"       | 2012 | —                         | Flash Point    | [ 6 ]  |
| "Mad Dog"        | 2014 | —                         | Shake Electric | [ 7 ]  |
| "Shake Electric" | 2014 | Iain Williamson Liljestam | Shake Electric | [ 8 ]  |
| "Control"        | 2015 | —                         | Shake Electric | [ 9 ]  |
| "Why Don't You"  | 2015 | Max Ljungberg             | —              | [ 12 ] |

## Nagrody i wyróżnienia
| Rok  | Kategoria             | Tytułem        | Nagroda | Nota      | Źródło |
| ---- | --------------------- | -------------- | ------- | --------- | ------ |
| 2015 | Årets Hårdrock/Metall | Shake Electric | Grammis | Nominacja | [ 10 ] |